# Ferenczy József (református lelkész)
Ferenczy József (Rimaszombat, 1797. október 6. – Ránk, 1873. július 7.) teológiai doktor, református lelkész, a Tiszáninneni Református Egyházkerület esperese. Ferenczy István szobrász öccse.

## Élete
Rimaszombatról származott, a gimnáziumi és teológiai tanulmányait Sárospatakon végezte. 1815-ben Kassán hallgatta a jogot, majd visszatért Sárokpatakra. 1819-ben nevelője lett Vay Ábrahám fiainak, majd 1822-től Sárospatakon segédtanár lett. 1824–1826 között Miskolcon tanárkodott; majd Utrechtbe ment, ahol 1826. június 30-án beiratkozott az egyetemre és 1829-ben teológiai doktori oklevelet nyert. 1830-ban Sárospatakra hívták meg lelkésznek. Kitűnő szónok volt, ezért az 1832–36-os pozsonyi országgyűlésen mint egyházi szónok vett részt. 1834 végén otthagyta a lelkészi hivatalát és Budára ment, hogy szobrász bátyja egyes terveinek megvalósításában segítsen neki. 1835 első felét Pozsonyban töltötte, az egész országgyűlés előtt mondott prédikációt I. Ferenc halála alkalmából. 1836 májusában lett kassai lelkész és 1853 szeptemberétől 1862 áprilisáig, illetve 1868 nyarától az abaúji egyházmegye espereseként működött. 1855-ben a bécsi tanácskozáson is jelen volt. 1873. július 7-én este 10 órakor, 76 éves korában hunyt el a ranki fürdőben szélhűdés következtében. Béki Sámuel szepsi és Fodor Pál vilmányi lelkészek búcsúztatták a temetésén.

## Munkái
- Disputatio theol. inaug. De consilio et causis proditionis Judae. Traj. ad Rh., 1829
- Beköszöntő papi beszéd a hivatalnak s boldogságának feltételeiről, melylyel papi hivatalát, a sárospataki helv. vallástételt követő gyülekezetben 1830. eszt. május 2. napján elkezdette. Sárospatak, 1830
- Halotti beszéd az időnek helyes használásáról, melyet… Vékey Károly… Zemplénmegye tiszteleti alügyészének… utolsó tisztességére a s.-a.-ujhelyi helv. vallást követők templomában 1830. nov. 14. tartott. Sárospatak, 1830
- Gyászbeszéd Első Ferencz ausztriai császár és apostoli magyar király ő felsége emlékére márcz. 15. 1835. Pozsony
- Vallás az erény alapja. Gyászbeszéd Kóji Comáromi István urnak emlékére, közkivánatból, a gönczi helv. vall. egyházban jan. 14. 1846. mondotta dr…. Kassa.
- Az abaúji helv. hitv. egyházmegyei gyámintézeti pénztár állapotja 1828–1846. Kassa, 1846
- Gyászbeszéd József cs. kir. főherczeg Magyarország nádora ő fensége emlékére márcz. 9. 1847. Kassa